# 公倍数
在数学中，公倍数，显示着若干个整数之间的数论关系。如果一个数同时是几个数的倍数，称这个数为它们的“公倍数”；公倍数中的最小正數称为最小公倍数。
在数学分析的叙述中，如果n和d都是整数而且存在某个整数c，使得n = cd，就说n是c的倍数，也是d的倍数，也可以說，c和d是n的因數。如果a|d且b|d，就称d是a和b的一个公倍数。公倍數裡最小的稱為最小公倍数，记为LCM(a, b)。
以4和6的公倍數為例
4的倍數有：
{\displaystyle 4,8,12,16,20,24,28,32,36,40,44,48,52,56,60,64,68,72,76,...}
6的倍數有：
{\displaystyle 6,12,18,24,30,36,42,48,54,60,66,72,...}
4和6的公倍數為同時為4和6的倍數的數：
{\displaystyle 12,24,36,48,60,72,...}